# Atlanta Hawks 1991-1992
La stagione 1991-92 degli Atlanta Hawks fu la 43ª nella NBA per la franchigia.
Gli Atlanta Hawks arrivarono quinti nella Central Division della Eastern Conference con un record di 38-44, non qualificandosi per i play-off.

## Roster
| N° | Naz.                   | Ruolo | Sportivo          | Anno | Alt. | Peso |
| -- | ---------------------- | ----- | ----------------- | ---- | ---- | ---- |
| 1  | Stati Uniti (bandiera) | G     | Travis Mays       | 1968 | 188  | 86   |
| 2  | Stati Uniti (bandiera) | GA    | Stacey Augmon     | 1968 | 198  | 93   |
| 8  | Ucraina (bandiera)     | A     | Oleksandr Volkov  | 1964 | 208  | 218  |
| 10 | Stati Uniti (bandiera) | G     | Maurice Cheeks    | 1956 | 185  | 82   |
| 11 | Stati Uniti (bandiera) | G     | Morlon Wiley      | 1966 | 193  | 84   |
| 12 | Stati Uniti (bandiera) | GA    | Rodney Monroe     | 1968 | 191  | 84   |
| 21 | Stati Uniti (bandiera) | GA    | Dominique Wilkins | 1960 | 201  | 91   |
| 22 | Stati Uniti (bandiera) | G     | Rumeal Robinson   | 1966 | 188  | 88   |
| 25 | Stati Uniti (bandiera) | GA    | Paul Graham       | 1967 | 198  | 91   |
| 32 | Stati Uniti (bandiera) | C     | Jon Koncak        | 1963 | 213  | 113  |
| 33 | Stati Uniti (bandiera) | GA    | Duane Ferrell     | 1965 | 201  | 95   |
| 34 | Stati Uniti (bandiera) | C     | Gary Leonard      | 1967 | 216  | 113  |
| 34 | Stati Uniti (bandiera) | A     | Jeff Sanders      | 1966 | 203  | 102  |
| 41 | Stati Uniti (bandiera) | C     | Blair Rasmussen   | 1962 | 213  | 113  |
| 42 | Stati Uniti (bandiera) | AC    | Kevin Willis      | 1962 | 213  | 100  |

## Staff tecnico
- Allenatore: Bob Weiss
- Vice-allenatori: Bob Weinhauer, Johnny Davis